# George Thornewell Smith
George Thornewell Smith (* 15. Oktober 1916 im Mitchell County, Georgia; † 23. August 2010) war ein US-amerikanischer Jurist und Politiker. Zwischen 1967 und 1970 war er Vizegouverneur des Bundesstaates Georgia.

## Werdegang
George Smith besuchte das Middle Georgia College und studierte danach am Abraham Baldwin Agricultural College. Ab 1940 diente er in der United States Navy. Seine Militärzeit fiel in die Zeit des Zweiten Weltkriegs. Nach einem anschließenden Jurastudium an der University of Georgia und seiner 1948 erfolgten Zulassung als Rechtsanwalt begann er in Cairo in diesem Beruf zu arbeiten. Dort war er zwischenzeitlich auch als Bezirksstaatsanwalt tätig. Gleichzeitig schlug er als Mitglied der Demokratischen Partei eine politische Laufbahn ein. Zwischen 1958 und 1966 saß er als Abgeordneter im Repräsentantenhaus von Georgia; seit 1963 war er dessen Präsident.
Im Jahr 1966 wurde Smith an der Seite von Lester Maddox zum Vizegouverneur von Georgia gewählt. Dieses Amt bekleidete er zwischen dem 11. Januar 1967 und dem 12. Januar 1971. Danach übernahm Maddox dieses Amt, weil er entsprechend einer Verfassungsklausel nicht wieder als Gouverneur kandidieren durfte. Nach dem Ende seiner Zeit als Vizegouverneur praktizierte George Smith wieder als Anwalt. Im Jahr 1974 bewarb er sich erfolglos um das Amt des Gouverneurs von Georgia. Seit 1976 war er als Richter tätig, zunächst bis 1980 am Berufungsgericht und dann bis 1991 am Supreme Court of Georgia. Danach gehörte er bis zu seinem Tod dem Executive Committee of the Appellate Judges Conference an.